# Convenció Nacional Demòcrata

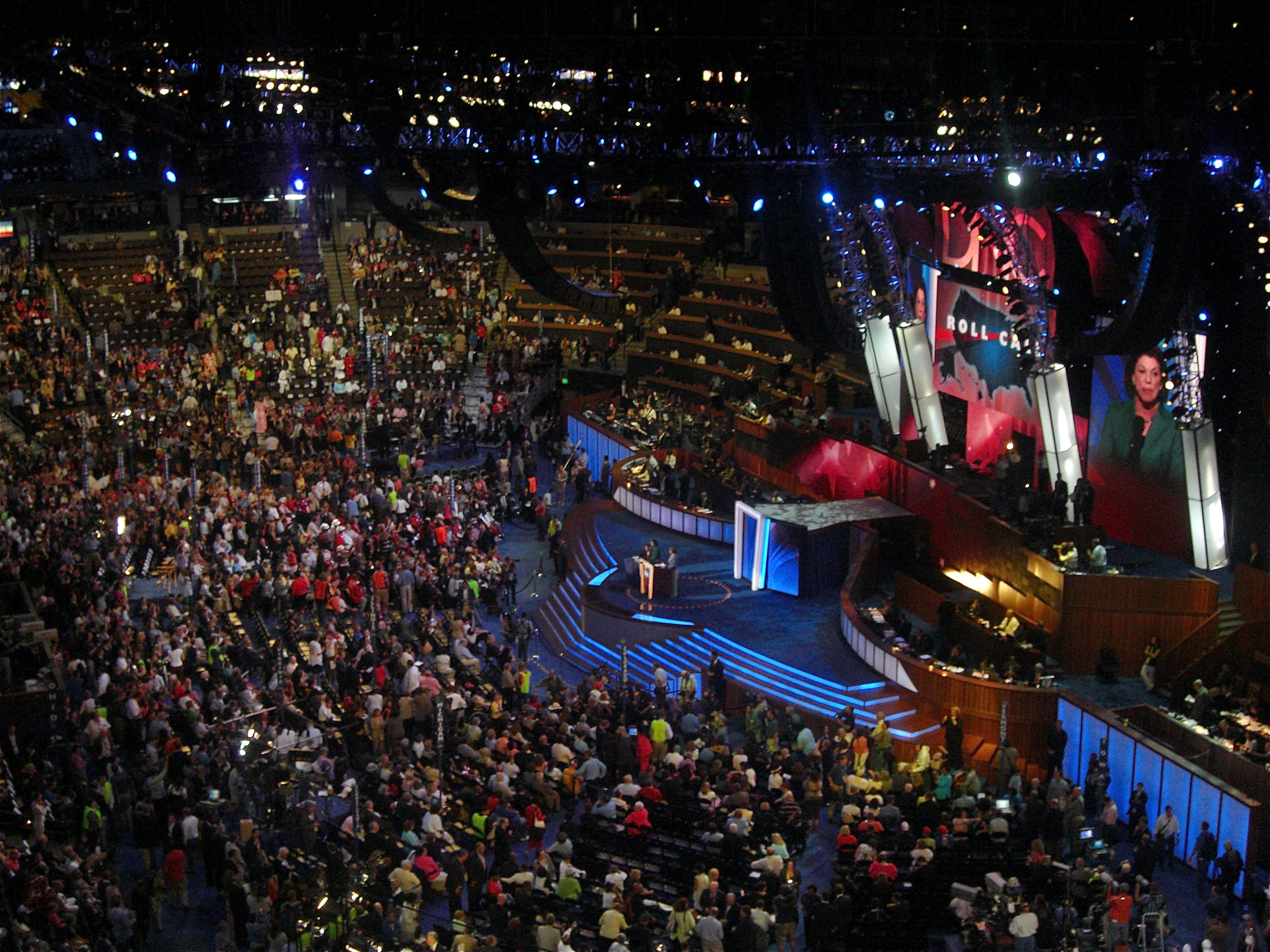
Convenció Nacional Demòcrata de 2008

La Convenció Nacional Demòcrata és una sèrie de convencions de nominació presidencials del Partit Demòcrata dels Estats Units que pren lloc cada quatre anys des de 1832. Des de 1852, són organitzades pel Comitè Nacional Demòcrata. L'objectiu principal de la Convenció Nacional Demòcrata és nominar i confirmar un candidat per a la presidència dels Estats Units i un d'altre per a la vicepresidència, així com per a adoptar una plataforma política i unificar el partit.
Per a les eleccions del 2016, hi haurà 4.765 delegats en la Convenció Nacional Demòcrata. Per a aconseguir la nominació, el candidat ha de guanyar 2.383 delegats. Hi ha dos tipus de delegats: compromesos i no compromesos, aquests últims també coneguts com a "superdelegats". Els candidat només poden rebre delegats si aconsegueixen almenys el 15% del suport en les primàries presidencials. Els candidats compromesos s'han compromès a votar pel candidat que els ha estat assignat segons el resultats de les primàries estatals. La gran majoria dels delegats de la Convenció Nacional Demòcrata del 2016, 4.051 del total, són delegats compromesos.